# Vía Verde del Noroeste
El Camino Natural Vía Verde del Noroeste es un camino que discurre por el itinerario del antiguo ferrocarril Murcia-Caravaca. Este tren estuvo en funcionamiento desde el año 1933 al 1971 en su recorrido completo. En ese año, se empezó a suspender el servicio por tramos. La senda acondicionada para senderismo y cicloturismo es de 76,8 km en total y va desde Murcia hasta Caravaca de la Cruz.
Este recorrido pertenece a la Red de Caminos Naturales del Ministerio de Agricultura, Pesca  y Alimentación.

## Historia
La construcción del ferrocarril Murcia-Caravaca se inició en 1925 y se terminó en 1931, aunque hasta dos años más tarde no se produjo la inauguración del servicio. La obra se realizó a cargo del Estado y pronto empezó a ser un negocio ruinoso.
El 15 de abril de 1971 se suspendió el servicio entre Alguazas y Caravaca. Sin embargo, se mantuvo entre Alguazas —por donde pasaba el tren de Chinchilla a Cartagena— y la capital Murcia. A principios de los noventa, se clausuró definitivamente.
En el período 1998-2011 el antiguo trazado ferroviario se fue convirtiendo en vía verde y algunas viejas estaciones se rehabilitaron como albergues.

## Localización
El recorrido total acondicionado es de 76,8 km. La vía parte del campus universitario de Espinardo, en Murcia, y llega hasta la vieja estación de Caravaca. En su camino pasa por las localidades de Molina de Segura, Alguazas, Campos del Río, Albudeite, Mula, Bullas y Cehegín.
Al paso de las poblaciones, excepto en Molina de Segura, la traza ferroviaria se ha perdido y es necesario cruzar algunas calles, carreteras locales con tráfico compartido o caminos segregados.

### Accesos
Dado el número de localidades atravesadas, el mejor acceso es a través de las mismas.

## Descripción

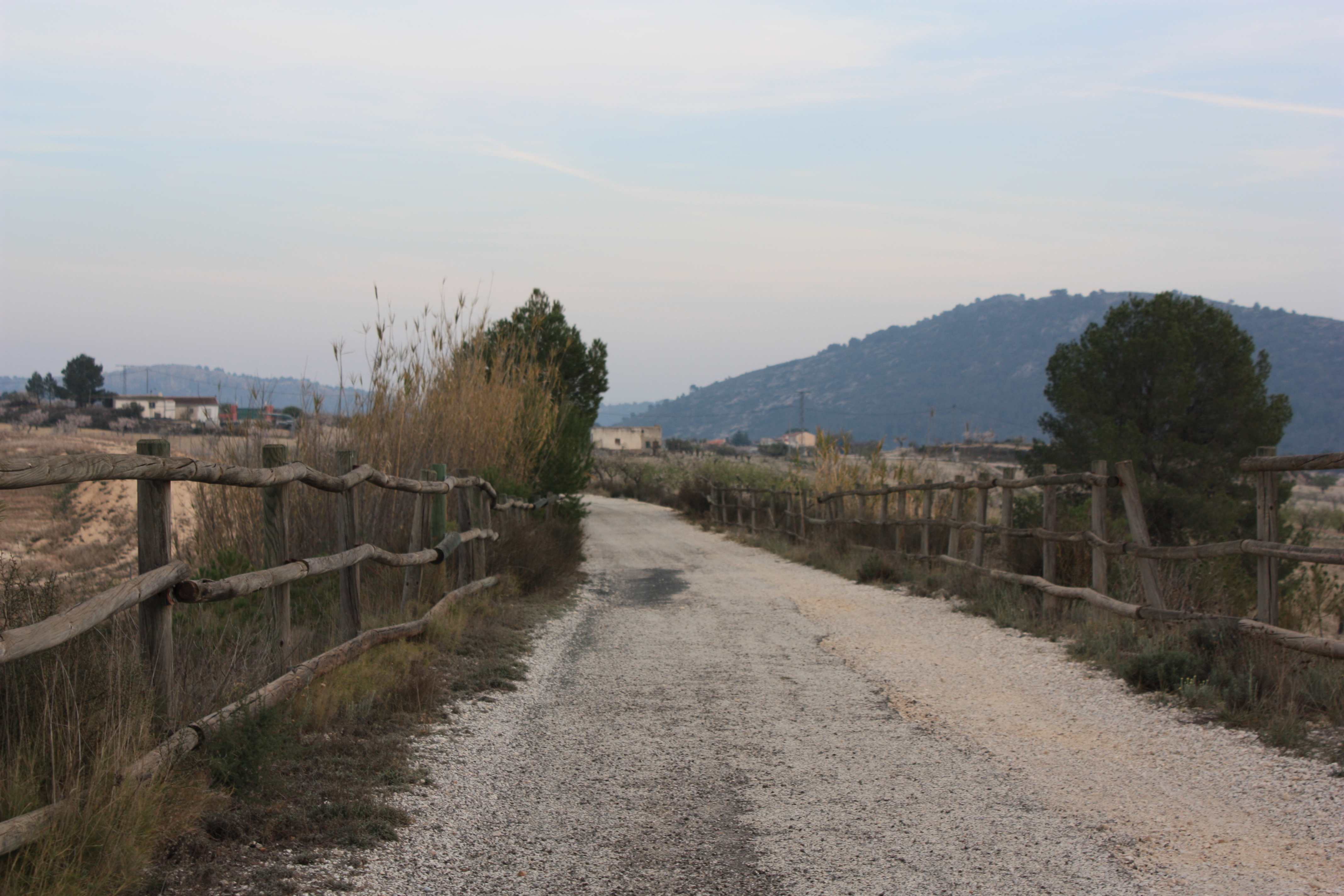
Vía Verde del Noroeste al principio del tramo entre Bullas y Mula.

La ruta es ascendente, desde los 100 m de altitud de Murcia capital, hasta los 585 m de Caravaca. Es un ascenso suave, excepto en el tramo de Mula a Bullas, de 20 km, donde es más acusado y se salvan unos 350 m de desnivel.
El trayecto discurre por 10 viaductos y 6 túneles. El firme es de asfalto y zahorra o gravilla  compactadas, según tramos.
El camino se inicia en el Campus de Espinardo. Los primeros kilómetros van entre altas trincheras. A continuación se pasa un túnel iluminado y enseguida llega la población de Molina de Segura, ya en los llanos de la vega de este río.
A la salida de Molina, a través de una larguísima recta por la huerta murciana, se llega hasta el propio río Segura, que se cruza por un puente metálico original del viejo tren, ahora restaurado. También, se han mantenido en la vía algunas de las viejas señales del ferrocarril. En el kilómetro 9,7 se llega a Alguazas. Aquí la traza se ha perdido y hay que circular por las calles de la población, cruzando las vías actuales del tren Murcia-Albacete mediante una gran pasarela metálica, para salir a buscar la ruta original por un tramo de carretera compartida.
Se entra en la zona de badlands, tierras blancas con las que se han construido terrazas para sembrar frutales. La travesía pasa por un entorno árido. Más adelante, los frutales desaparecen  y el paisaje se llena de cárcavas y ramblas secas.
En el kilómetro 22 se entra en Campos del Río. Se cruza la población por sus calles hasta llegar a la vieja estación. Desde aquí, continúa la senda por un carril bici que lleva hasta la traza original. Sigue el paisaje de tierras blancas. En la continuación del camino, antes de llegar a Albudeite, se deben cruzar los dos primeros viaductos. Después de  esta población, la ruta vuelve a las cárcavas y las ramblas. En este escenario, destaca en el kilómetro 29 el viaducto sobre la Rambla de Perea, de 200 m de longitud, y en el kilómetro 32,7 el viaducto de La Sultana.
La ruta entra en Mula. Aquí la traza ferroviaria ha vuelto a desaparecer y debe continuarse por una travesía urbana señalizada. Al final, se sale de la ciudad en el kilómetro 39 para recuperar el antiguo trazado. Pero, más adelante, se vuelve a perder y hay que continuar por una pista rural de subida hacia el Santuario de El Niño.
Aparecen en la ruta los túneles. El paisaje cambia y se pueden ver pinares, matorrales y cultivo de frutales. Son tierras regadas con las aguas del río Mula. En este escenario verde destaca la zona alrededor del antiguo apeadero de La Luz, y un poco más allá el viaducto de ocho arcos sobre el mencionado río Mula.

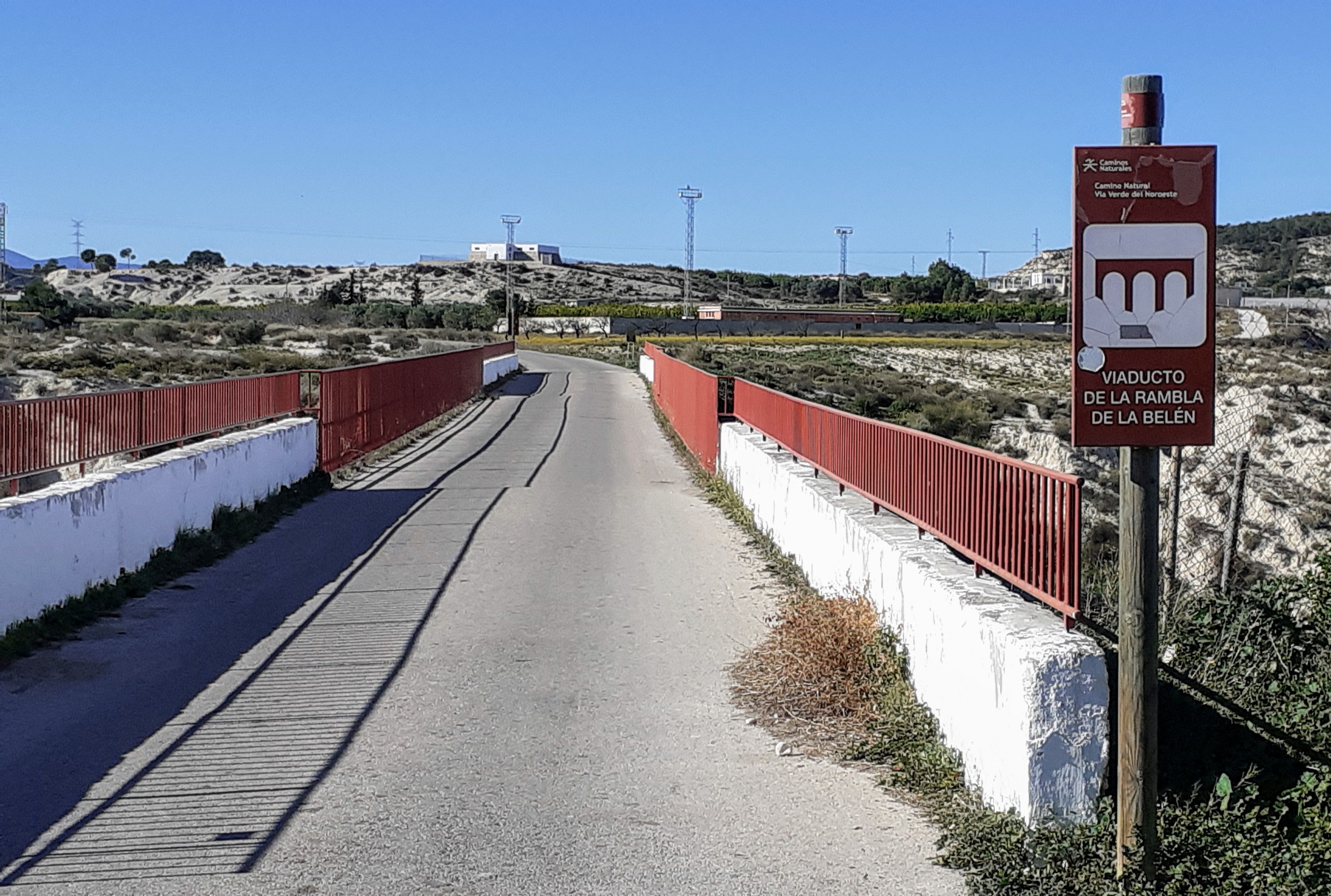
Pequeño viaducto en el camino.

Se llega a Bullas en el kilómetro 52 del recorrido, que es el punto más elevado del itinerario. En esta población, también esta desaparecida la antigua traza, lo que obliga a una larga travesía. Debe seguirse la señalización para entrar en el casco urbano, cruzarlo y, pasada la localidad, buscar el enlace con el trazado original en el kilómetro 60 de la vía.
A partir de aquí, se entra en un paisaje de pinares. Dos nuevos viaductos, Burete y Quípas, aparecen en el camino. Entre ambos está la entrada al yacimiento de Begastri, un poblado íbero-romano y después visigodo, abandonado entre el siglo XII y el siglo XIII.
Se llega a Cehegín. El camino rodea la población y sale de ella dejando atrás su estación rehabilitada. La ruta continúa atravesando un corto túnel para llegar después al viaducto sobre el río Argos. Alcanzado el kilómetro 73 se entra en Caravaca, por una larga recta paralela a la carretera. Para arribar a la antigua estación del ferrocarril, hay que desviarse a la izquierda, hacia la parte baja de la población. Finalmente, en el punto 76,8 de la ruta termina la vía verde.

## Hábitat
El recorrido de la vía verde es un contraste de paisajes. La ruta va desde la rica huerta murciana regada por el río Segura en el inicio, hasta los frondosos pinares que aparecen en su final. En medio, el camino atraviesa el paisaje lunar de las badlands con sus cárcavas y barrancos.
También, debe mencionarse que la vía verde cruza o discurre en las proximidades de 8 espacios naturales protegidos.

## Epílogo
El itinerario de la vía verde del Noroeste es utilizado, en el recorrido desde Murcia hasta Caravaca, por el llamado Camino de Levante de la ruta de peregrinación cristiano-católica del Camino de la Cruz de Caravaca.